# Alberto Suárez de Lorenzana
Alberto Suárez de Lorenzana fue un explorador y emprendedor español en el norte de África, que vivió entre los siglos XIX y XX.

## Biografía
Se conoce poco de su vida. Al parecer sería natural de la provincia de León. Destinado en Melilla, consiguió realizar una serie de viajes de exploración en la zona del Rif en las postrimerías del siglo XIX, documentándolos. Algunas de estas notas de sus viajes terminaron en el archivo de la Real Sociedad Geográfica de Madrid. Personaje con negocios turbios, también estuvo involucrado en actividades mineras y trabajó como reportero en la guerra de Melilla.